# Władysławowo (gromada w powiecie puckim)
Władysławowo – dawna gromada, czyli najmniejsza jednostka podziału terytorialnego Polskiej Rzeczypospolitej Ludowej w latach 1954–1972.
Gromady, z gromadzkimi radami narodowymi (GRN) jako organami władzy najniższego stopnia na wsi, funkcjonowały od reformy reorganizującej administrację wiejską przeprowadzonej jesienią 1954 do momentu ich zniesienia z dniem 1 stycznia 1973, tym samym wypierając organizację gminną w latach 1954–1972.
Gromadę Władysławowo z siedzibą GRN we Władysławowie (wówczas wsi) utworzono – jako jedną z 8759 gromad na obszarze Polski – w powiecie wejherowskim w woj. gdańskim na mocy uchwały nr 26/III/54 WRN w Gdańsku z dnia 5 października 1954. W skład jednostki wszedł obszar dotychczasowej gromady Władysławowo (bez obszaru parcel kat. Nr Nr: 64/2, 76/12, 77/1, 125/2, 126/5, 127/4, 129/4, 130/4, 131/4 i 132/4 z obrębu Poczernino – karta mapy 1) ze zniesionej gminy Władysławowo oraz obszar dotychczasowej gromady Chałupy ze zniesionej gminy Hel w tymże powiecie. 
13 listopada 1954 (z mocą obowiązującą od 1 października 1954) gromada weszła w skład nowo utworzonego powiatu puckiego w tymże województwie, gdzie ustalono dla niej 22 członków gromadzkiej rady narodowej. Tego samego dnia gromadę Władysławowo zniesiono nadając jej status osiedla, równocześnie łącząc Władysławowo i Chałupy w jeden organizm (30 czerwca 1963 Władysławowo otrzymało prawa miejskie).
Jednostka Władysławowo funkcjonowała jako gmina miejska do końca 2014 roku, a 1 stycznia 2015 zmieniła rodzaj na miejsko-wiejski.